# Arena Gumi
Trwa dyskusja nad usunięciem tego artykułu, kliknij i weź w niej udział.
Arena Gumi – przeznaczona do koszykówki hala sportowa znajdująca się w mieście Gumi, w Korei Południowej. Na tej hali swoje mecze rozgrywa drużyna Gumi BC. Hala została oddana do użytku w roku 1996, może pomieścić 6277 widzów.